# 普陀灰蝶屬
普陀灰蝶屬（學名：Ptox）是灰蝶科眼灰蝶亞科中的一個屬。物種分佈於蘇門答臘島及爪哇島。

## 物種
- 普陀灰蝶 （Ptox catreus）
- 卡普陀灰蝶 （Ptox corythus）